# Róbert Pich
Róbert Pich (Svidník, Checoslovaquia, 12 de noviembre de 1988) es un futbolista eslovaco que juega de centrocampista en el Spartak Trnava de la Superliga de Eslovaquia.

## Trayectoria
Róbert Pich comenzó su carrera futbolística en la cantera del modesto MŠK Tesla Stropkov, localidad cercana a su Svidník natal, en la región de Prešov. En 2007 se sometió a unas pruebas para jugar en el Slavia Praga, uno de los principales clubes de la Liga de Fútbol de la República Checa. Sus buenos resultados le permitieron jugar en el segundo equipo del Slavia durante la temporada 2007/08. Finalizado su contrato de vinculación con el equipo checo, Pich regresa a Eslovaquia para jugar en el FK Železiarne Podbrezová de la segunda división. Tras anotar 7 goles en 12 partidos, varios clubes de la Superliga de Eslovaquia se pelearon por hacerse con los servicios del centrocampista, recalando finalmente en el FK Dukla Banská Bystrica de la máxima categoría del país. El 14 de octubre de 2009 es convocado con la selección sub-21 de Eslovaquia, debutando internacionalmente el 7 de septiembre de 2010 en la derrota por 1-4 ante la selección sub-21 de Noruega.
Durante el mercado de invierno de la temporada 2010/11, Pich ficha por el MŠK Žilina, proclamándose al año siguiente campeón de liga y copa. En el período de transferencia de invierno de la temporada 2013/14, fue transferido al equipo reserva después de no renovar su contrato, quedando como agente libre al concluir la temporada. En febrero de 2014 fichó por dos años por el Śląsk Wrocław de la Ekstraklasa polaca, club por aquel entonces dirigido por el entrenador checo Stanislav Levý. Durante esta primera etapa en Polonia, disputó un total de 57 partidos, anotando 14 goles. En agosto de 2015, varios equipos como el Legia de Varsovia y el Kasımpaşa SK turco se interesaron por el jugador, pero el futbolista fue traspasado por 350 000 euros del Śląsk al 1. FC Kaiserslautern de la 2. Bundesliga de Alemania, firmando un contrato de tres años. No obstante, la falta de oportunidades en el club alemán motivaron su salida en febrero de 2016 de vuelta a Breslavia, jugando como cedido en el Śląsk hasta el final de la temporada 2015/16.
Pich fue llamado a la selección absoluta de Eslovaquia para un partido de clasificación para la Copa Mundial de la FIFA 2018 contra Inglaterra en septiembre de 2016, aunque no llegó a debutar. Dos meses más tarde, en diciembre de 2016, acordó rescindir su contrato con el Kaiserlautern, firmando en enero de 2017 un nuevo contrato con el Śląsk Wrocław hasta junio de 2018, renovando posteriormente hasta 2022. El 21 de junio de 2022, una vez vencido su contrato con el club del voivodato de Baja Silesia, Pich se unió a las filas del Legia de Varsovia de la también máxima categoría del fútbol polaco, firmando por dos años. El eslovaco apenas tuvo minutos en la temporada 2023/24, siendo relegado a la cantera del equipo y jugando con el segundo equipo en la III Liga. Durante el parón de invierno anunció su rescisión de contrato con el equipo legionario y el 4 de enero de 2024 se hizo oficial su fichaje por el Othellos Athienou FC de la Primera División de Chipre.

## Palmarés

### Títulos nacionales
| Título                  | Club                 | País       | Año     |
| ----------------------- | -------------------- | ---------- | ------- |
| Superliga de Eslovaquia | MŠK Žilina           | Eslovaquia | 2011-12 |
| Copa de Eslovaquia      | MŠK Žilina           | Eslovaquia | 2011-12 |
| Copa de Polonia         | Legia de Varsovia    | Polonia    | 2022-23 |
| Copa de Eslovaquia      | F. C. Spartak Trnava | Eslovaquia | 2024-25 |